# 鮫亀 (スーパーファミコン)
『鮫亀』（さめがめ）は1996年3月1日にハドソンから発売されたスーパーファミコン用パズルゲームソフトである。スーパーファミコン用周辺機器「サテラビュー」に対応していた。各モードでは、ボンバーマンや桃太郎などといったハドソンキャラクター10種類のコマの使用も可能。
ディレクターはPCエンジンSUPER CD-ROM2用ソフト『ふしぎの海のナディア』のグラフィックを担当した石川雅子とボンバーマンシリーズプロデューサー藤原茂樹、アートデザインはボンバーマンシリーズ美術担当の水野祥司と吉見直人。音楽は俳優、シンガーソングライターである加山雄三が弾厚作名義で手掛けている。
本記事では、同じくハドソンから発売されたゲームボーイ用ソフト『SAME GAME』とWiiウェア『さめがめWii』も扱う。

## 概要
パズルゲーム『さめがめ』をアレンジしてスーパーファミコンに移植した作品。スタンダードな「さめがめ」の他に、「うらがめ」や「つめがめ」といった新機能もあり、様々な遊び方が出来るようになっている。

### 基本ルール
本作では、うらがめ以外では手数を戻すことが可能。

### スコア
消したコマ数をnとしたとき、スコアは(n - 1)2となるため、一度に多く消した方がスコアは高くなる。

## ダブルカセット方式
本作にはシステムカセットの他にキャラカセットと呼ばれるROMパックが付属している。これをメモリーパック接続部に接続して起動すると、さめがめ用のコマやバックグラウンドが増えたり、コマ消滅時のアニメーションが豪華になるなど、演出面における質の向上がみられる。
また当時の「ハイスコアコンテスト」では、景品として天外魔境シリーズのキャラクターをコマとして使えるキャラデータ集を配布していた。

## さめがめ
上下左右に2個以上隣接した同じコマを消していく基本ルールに基づいてコマを消し、スコアを競うタイプのゲームモード。難易度（大きさ）を「かんたん」「ふつう」「むずかしい」のうち一つ選び、次にコマキャラを選んでゲームを開始する。

### パーフェクト
すべてのコマを消すと「パーフェクト」となり、専用の画面が表示される。また、以下のボーナススコアが発生する。
- かんたん - 200
- ふつう - 500
- むずかしい -1000

### 名前入力
ランキングの5位以内に入った場合、平仮名のみで4文字までの名前を入力をすることができる。ランキングはスコアだけでなく「のこりこま」のランキングも存在する。

## うらがめ
最大2人で遊べる対戦用ゲームモード。一人7回、時間内にプレイヤーがコマを交互に消し合って、得点を競うモード。得点（消したコマ数）の高い方が一勝。先に設定した数だけ勝ったプレイヤーが優勝となる。COMの強さの設定も可能。

### うらがめ特異のシステム

#### コマキャラの特性と消し方
このゲームモードでは、コマに裏と表があるのが特徴で、コマを選ぶと表と裏が切り替わるようになっている。その際、隣のコマのいずれかと一致すると基本ルールの要領で消える仕組みとなっている。よって、従来のさめがめのように自由にコマを選んで消すことはできない。

#### ゴールド7
数あるコマのうち1つだけ、裏側が「ゴールド7」のコマが存在する。引き当てると、選んだコマと隣のコマに加え、隣のコマに隣接する同種類のコマがすべて消えるため、大量得点となりやすい。なお、ゴールド7消失後も再度隠される仕組みとなっている。

#### 制限時間
コマを選ぶのに制限時間が設けられており、時間切れとなるとコマを選べずに相手のターンへと移ってしまう。なお、制限時間の減少速度や有無は予め設定することができる。

## つめがめ
決められた全50問を基本ルールに従ってクリアしていくクイズ形式のゲームモード。50問目をクリアするとスタッフロールが観られる。なお、クリア条件は問題によって異なり、以下の3つがある。
- すべてのコマを消す。
- 特定のコマを繋げる。
- 決められた目標点数を超える。

### 続きから遊ぶ手段
クリアした面は自動でセーブされるようになっており、電源を切っても続きやそれまでの問題を自由に遊ぶことができる。また、サブウィンドウ（所謂ポーズ画面）に表示される4桁のパスワードを入力画面に入れることで続きを遊ぶこともできる。

### くみたて
つめがめの問題を作成して保存たり、それらを自由に遊んだりできるモード。クリア条件やコマの位置を設定することができる。作成できる問題は10問まで。

## 登場キャラクター
ハニー
ガンマンの格好をした女の子。タイトル画面を始め、ゲーム中の様々な場面で登場する。うらがめではプレイヤー1。
小鉄
侍のキャラクター。タイトル画面を始め、ゲーム中の様々な場面で登場する。うらがめではプレイヤー2。

## コマ
△は付属のキャラカセット使用時のみ使用可能なコマ。○は非売品である「天外魔境キャラデータ集」カセットを使用時のみ使用可能なコマ。◆はタイトル画面にも登場するキャラクター、■は天外魔境キャラデータ集を使用時のタイトル画面に登場するキャラクターであることを意味する。

### ばらばらコマ
同一のコマが隣り合う場合も表示に変化はない。
- ボンバーマン△
  - さめがめの「かんたん」でのみ使用可能。モチーフはボンバーマンシリーズ。
    - ボンバーマン◆
    - ボムアップ
    - ファイアーアップ
    - リモコン
    - スピードアップ
- 原人△
  - さめがめの「ふつう」でのみ使用可能。モチーフは原人シリーズ。
    - 原人◆
    - にこちっぷ
    - ハート
    - ばね花
    - 肉
- 桃太郎
  - さめがめの「かんたん」でのみ使用可能。モチーフは桃太郎シリーズ（特に桃太郎活劇）。
    - 桃太郎◆
    - イヌ
    - サル
    - キジ
    - 桃
- 貝獣ポヨン
  - さめがめの「ふつう」でのみ使用可能。モチーフは大貝獣物語。
    - 主人公[注 2]
    - バブ◆
    - クピクピ◆
    - ポヨン◆
    - 貝
- ミロン
  - さめがめの「むずかしい」でのみ使用可能。モチーフはドレミファンタジー ミロンのドキドキ大冒険。
    - ミロン◆
    - マジカルスーツ
    - バルーンガム
    - オンプ
    - ふわふわシューズ
- 天外魔境 ZIRIA○
  - さめがめの「ふつう」でのみ使用可能。モチーフは天外魔境 ZIRIA。
    - ジライア（自来也）■
    - オロチ丸（大蛇丸）
    - ツナデ（綱手）
    - ホテイ丸
    - 足下兄弟
- 天外魔境II 卍MARU○
  - さめがめの「かんたん」でのみ使用可能。モチーフは天外魔境II 卍MARU。
    - 戦国卍丸■
    - カブキ団十郎■
    - 極楽太郎
    - 絹
    - 菊五郎
- 天外魔境 風雲カブキ伝○
  - さめがめの「かんたん」でのみ使用可能。モチーフは天外魔境 風雲カブキ伝。
    - カブキ団十郎■
    - 世阿弥
    - 阿国
    - プッシュ富士山
    - マントーR（リターンズ）■
- 天外魔境ZERO
  - さめがめの「ふつう」でのみ使用可能。モチーフは天外魔境ZERO。
    - ヒガン（火眼）■
    - 天神
    - 水貴
    - スバル（昴）■
    - 赤丸■
- パチスロ
  - うらがめでのみ使用可能。
    - 7
    - ベル
    - カエル
    - チェリー
    - プラム
- フルーツ△
  - さめがめの「むずかしい」でのみ使用可能。
    - メロン
    - スイカ
    - レモン
    - グレープフルーツ
    - 青リンゴ

### くっつきこま
同一のコマが隣り合う場合、くっついて表示される。また、いずれも5色の色違いで表現される。
- 土管
  - さめがめの「むずかしい」でのみ使用可能。
- ピラミッド
  - さめがめの「むずかしい」でのみ使用可能。
- 板チョコ
  - さめがめの「むずかしい」で使用可能。また、つめがめにも登場する。
- ゼリービーンズ
  - つめがめに登場。「くみたて」で使える唯一のコマでもある。

## イメージソング
サメラブ（Same Love）
作詞：岡かすみ、作曲：弾厚作、歌：清水美幸
テレビコマーシャルなどで使用された。CD「ミュージカル天外魔境夢まつり」に収録されている。

## SAME GAME(GB)
『SAME GAME』は1997年4月25日にハドソンから発売されたゲームボーイ用パズルゲーム。

### 概要
スーパーファミコンソフト『鮫亀』をアレンジしてゲームボーイに移植した作品。「SAME GAME（セームゲーム）」と「TUME GAME（ツメゲーム）」の2種類の遊び方がある（本作には「うらがめ」にあたるモードはない）。また、一手戻す回数（UNDO）に制限があり、1、5、10回から選ぶことができる。
ゲーム缶（パッケージ）や説明書のイラストは奥山佳恵が担当。

### SAME GAME
所謂「さめがめ」だが、仕様が一部異なる。レベルを最初に選ぶが、各レベルに制限時間と目標点数が定められており、時間内に目標点数に達するとレベルクリアとなるのが特徴。消せるコマが無くなった場合はゲーム終了となり、パーフェクトなら更にボーナス点が入る。
このモードでは、自由にコマやBGMを選ぶことができる。

### TUME GAME
所謂「つめがめ」。スーパーファミコンのものとは異なり、問題が一新され、全100面存在する。また、「くみたて」は搭載されていない。

## さめがめWii
『さめがめWii』は2009年1月13日にハドソンから配信されたWii用サービス・Wiiウェア専用パズルゲーム。

### 概要
Wiiウェア用に製作されたさめがめの作品。一人で遊べるさめがめとみんなで遊べるモードが3つ存在する。なお、スーパーファミコンソフト『鮫亀』とは内容が大きく異なり、ハニーや小鉄も登場しない。また、BGMもすべて新規となっている。

### 本作独自の仕様

#### スコア
本作ではスコアの仕様が異なり、消したコマ数をnとするとn = 2のとき1、n≧3のとき10(n - 2)2となる。また、後述の「ばくだん」使用時は、更にスコアが高くなる。

#### ばくだん
コマの中に紛れており、これを選ぶと周囲のコマを巻き込んで爆破することができる。ばくだんは1個からでも選べるが、他のばくだんとくっつけることで爆発範囲を広くすることもできる。なお、「ばくだん」は設定で消すことも可能。

### ひとりであそぶ
シンプルな「さめがめ」をプレイできる。すべてのコマを消す（ALL CLEAR）と大量のスコアが入り、再度コマが並べられるのが特徴。消せるコマが無くなった時点で、ゲーム終了となる。

### みんなであそぶ
「うらがめ」とは違った、2-4人用の3種類の対戦モードが搭載されている。なお、このモードでは一手戻すことができない。

#### VSさめがめ
設定した制限時間が切れた時にスコアが高い人が勝利となるシンプルなルール。ALL CLEARの場合は大量にスコアが入るが、逆にコマが残った場合はスコアが半分になってしまう。なお、いずれの場合も再度コマが並べられる。

#### VSかめ⇔ざめ
設定した制限時間が切れた時にスコアが低い人が勝利となる一風変わったルール。コマが残った場合、その数の2乗×10のスコアペナルティが加算され、逆にALL CLEARの場合はスコアが大量マイナスとなる（スコアがマイナスになることもある）。このモードでは、消せるコマが無くなったプレイヤーは何もできなくなる。

#### BATTLEオリャがめ
設定した制限時間が切れた時にスコアが高い人が勝利であるが、大きな一つのステージにあるコマを同時に全員で消していくのが特徴のモード。消せないコマを選ぶと、一回につきスコアが-100となる。なお、消せるコマが無くなった場合は再度コマが並べられる。